# Ač̣arkowt
Ač̣arkowt (in armeno Աճարկուտ?; anche chiamata Ajarkut; precedentemente Kunen) è un comune dell'Armenia di 196 abitanti (2001) della provincia di Tavowš.